# Municipio de Wheatland (condado de Dickinson)
El municipio de Wheatland (en inglés, Wheatland Township) es un municipio del condado de Dickinson, Kansas, Estados Unidos. Tiene una población estimada, a mediados de 2023, de 135 habitantes.
Abarca una zona exclusivamente rural.

## Geografía
Está ubicado en las coordenadas 38°44′0″N 97°18′27″O / 38.73333, -97.30750. Según la Oficina del Censo de los Estados Unidos, tiene una superficie total de 93.42 km², de los cuales 93.18 km² corresponden a tierra firme y 0.24 km² están cubiertos de agua.

## Demografía
Según el censo de 2020, en ese momento había 129 personas residiendo en la zona. La densidad de población era de 1.4 hab./km². El 87.6 % de los habitantes eran blancos, el 0.8 % era de otra raza y el 11.6 % eran de una mezcla de razas. Del total de la población, el 1.6 % eran hispanos o latinos de cualquier raza.